# NGC 1007
NGC 1007, es una galaxia situada en la constelación de Cetus, está situado cerca del ecuador celeste y, como tal, es al menos parcialmente visible desde ambos hemisferios en determinadas épocas del año. 

## Información fotométrica de NGC 1007
La siguiente tabla enumera la magnitud de NGC 1007 en diferentes bandas del espectro electromagnético.
| Magnitud B (azul, 445nm) | 15    |
| Magnitud J (IR 1220 nm)  | 12.71 |
| Magnitud H (IR 1630 nm)  | 11.85 |
| Magnitud k (IR 2190 nm)  | 11.76 |

## Tamaño aparente de NGC 1007
La siguiente tabla informa el tamaño angular aparente de NGC 1007 . 
| Tamaño angular Principal | 0,61 minutos de arco |
| Tamaño angular menor     | 0,21 minutos de arco |
| Angulo de posición       | 50°                  |

## Coordenadas celestes y mapa buscador de NGC 1007
| Ascension Recta J2000 | 02h 37m 51s  |
| Declinación J2000     | +02° 09' 21” |